# Cove Rangers Football Club
Maillots
Dernière mise à jour : 16 décembre 2023.
Le Cove Rangers Football Club est un club écossais de football basé dans le quartier de Cove Bay à Aberdeen. Il évoluera en Scottish League One (D3) après la relégation de la division 2 à l'issue de la saison 2022-23. Le club joue ses matches à domicile au Balmoral Stadium.

## Histoire

### Genèse du club
Le Cove Rangers est fondé en 1922. En 1986, le club est promu pour la première fois en Highland Football League.

### Entrée dans le monde professionnel (depuis 2019)
Le 18 mai 2019, il est promu en Scottish Football League, en Scottish League Two après avoir battu 7-0 Berwick Rangers en finale de play-off de promotion. Puis, ils sont promus en Scottish League One, après avoir remporté le titre de Scottish League Two lors de leur première saison à ce niveau,.

## Palmarès
| Compétitions nationales                                                                                        | Compétitions régionales |
| --- | --- |
| - Championnat d'Écosse de D3 (1) : - Champion : 2021-22. - Championnat d'Écosse de D4 (1) : - Champion : 2020. | - Highland Football League (7) : - Champion : 2001, 2008, 2009, 2013, 2016, 2018 et 2019. - Vice-champion : 1989, 1995, 1996, 2010, 2012 et 2017. - Highland League Cup (en) (6) : - Vainqueur : 19995, 2000, 2005, 2015, 2017 et 2019. - Finaliste : 1991, 1993, 1996, 1998, 2006, 2008 et 2012. - Aberdeenshire Cup (en) (3) : - Vainqueur : 2002, 2011 et 2019. - Aberdeenshire Shield (en) (4) : - Vainqueur : 1991, 2001, 2009 et 2018. - Finaliste : 1995, 2013 et 2016. - Aberdeenshire League (en) (6) : - Champion : 2001, 2009, 2011, 2012, 2013 et 2015. |